# 袁钧苏
袁钧苏（英語：Chun-Su Yuan, 1951年—）是一位中国药学家。

## 生平
1951年出生于上海，祖籍浙江上虞。1980年安徽医科大学毕业后和妻子共同赴美留学，后毕业于亚利桑那大学，通过美国医师执照考试后进入芝加哥大学医学院担任麻醉系教授、唐氏植物药研究中心主任。此外还担任《美洲中国医学杂志》首席主编。虽然在美国学习、工作40年，仍没有加入美国国籍。

## 家庭
父亲袁承业是中国科学院院士。堂妹袁钧英是美国国家科学院院士。